# Mangaia
Mangaia (tradycyjna nazwa Auau Enua) – wyspa wchodząca w skład Południowych Wysp Cooka, należąca administracyjnie do terytorium zależnego Nowej Zelandii – Wysp Cooka. Wyspa stanowi jednocześnie jednostkę administracyjną o takiej samej nazwie.
Wyspa ma powierzchnię 51,8 km² (druga co do wielkości z Wysp Cooka), a zamieszkana jest przez 499 mieszkańców (dane na 2016 rok). Wyspa jest wyniesionym atolem – dawną rafę stanowi ciągnący się wzdłuż wybrzeża wał wysoki do 64 m n.p.m., za którym znajduje się podmokła niecka (dawna laguna), w środku której znajdują się wysokie do niemal 170 m wzgórza (dawny rdzeń wulkanu wokół którego narósł atol). Najwyższym wzniesieniem jest Rangimotia wznosząca się na 169 m n.p.m. Wyspa jest jedynym miejscem występowania łowczyka rdzawoszyjego - ptaka z rodziny zimorodkowatych.
Wyspa została podzielona administracyjnie na 6 wsi: Ivirua i Karanga we wschodniej części wyspy; Keia, Tava'enga i Veitatei tworzące jeden kompleks wsi w zachodniej części wyspy zwany czasem łączną nazwą Onero; oraz Tamarua w części południowej. W północnej części wyspy znajduje się lotnisko.
Wyspa została odkryta w 1777 przez Jamesa Cooka, a od 1888 wraz z innymi wyspami archipelagu stanowi protektorat brytyjski, zwany od 1891 Cook Islands Federation. W 1901 atol wraz z całymi Wyspami Cooka został przekazany Nowej Zelandii.

## Demografia
Liczba ludności zamieszkującej wyspę Mangaia:
| 1971 | 1976 | 1981 | 1986 | 1996 | 2001 | 2006 | 2011 | 2016 |
| ---- | ---- | ---- | ---- | ---- | ---- | ---- | ---- | ---- |
| 2081 | 1530 | 1364 | 1229 | 1108 | 744  | 640  | 572  | 499  |

Od połowy XX wieku, pomimo wysokiego przyrostu naturalnego, liczba ludności wyspy spada. Głównym powodem takiego stanu rzeczy jest emigracja zarobkowa na największą i najludniejszą spośród Wysp Cooka Rarotongę oraz do Nowej Zelandii.